# Amt Joßgrund
Das Amt Joßgrund war ein Amt im Kurfürstentum Mainz.

## Funktion
In der Frühen Neuzeit waren Ämter eine Ebene zwischen den Gemeinden und der Landesherrschaft. Die Funktionen von Verwaltung und Rechtsprechung waren hier nicht getrennt. Dem Amt stand ein Amtmann vor, der von der Landesherrschaft eingesetzt wurde. 

## Geschichte
Das Gebiet des späteren Amtes Joßgrund war seit der Mitte des 9. Jahrhunderts Grundeigentum des Klosters Fulda. Von 1176 bis 1357 waren die Herren von Jossa (Jasza), einer Seitenlinie der Herren von Steckelberg Lehensnehmer dieses Besitzes.
Um 1326 befanden sich Anteile im Besitz der Grafschaft Isenburg, 1344 erwarben die Herren von Hutten die isenburgischen Anteile.
1357 kauften die Herren von Hanau die fuldischen Lehen. Ende des 14. Jahrhunderts befand sich der damalige Hanauer Regent, Ulrich V., in einer massiven – auch finanziellen – Krise die zu Verpfändungen von Bestandteilen der Herrschaft Hanau führte. Seine Anteile am Amt Joßgrund verpfändete oder verkaufte er an die Herren von Thüngen. 1431 wurde der Joßgrund von den Herren von Thüngen an die Herren von Hutten übertragen.
1540 verkaufen die Herren von Hutten ihre Anteile an Burg und Gericht an das Kurfürstentum Mainz, das das Amt seinem Oberen Erzstift zuschlug. Kurmainz richtete eine Amtsvogtei in Burgjoß ein, die dem Oberamt Hausen nachgeordnet war, ab 1633 dem Oberamt Orb und Lohr. In der Folge kam es zu einem lange andauernden Rechtsstreit zwischen Kurmainz und den Grafen von Hanau-Münzenberg über die Landeshoheit, die Waldnutzung und Grenzziehungen, der sogar nach der Säkularisation des Kurstaates 1803 unter den Rechtsnachfolgern der ursprünglich Streitenden fortgesetzt wurde.
Mit der Säkularisation des Kurstaates Mainz 1803 gelangte das Amt Burgjoß zunächst an das Großherzogtum Frankfurt und 1814 durch den Wiener Kongress an das Königreich Bayern. Nach dem verlorenen Krieg von 1866 annektierte das Königreich Preußen das Gebiet und schlug es dem Kreis Gelnhausen zu.

## Bestandteile
Das Amt Joßgrund bestand aus den Dörfern
- Alsberg
- Burgjoß
- Deutelbach
- Emmerichsthal
- Schloss Hausen
- Mernes
- Oberndorf
- Pfaffenhausen